# بلدة بارلو (مقاطعة واشنطن)
بلدة بارلو هي واحدة من 22 بلدة في مقاطعة واشنطن، أوهايو، الولايات المتحدة. وجد تعداد عام 2000 أن هناك 2417 شخصًا في البلدة.

## روابط خارجية
- موقع المقاطعة